# Will of the People World Tour
Tournées par Muse
Simulation Theory World Tour
(2019)
Le Will of the People World Tour est la tournée promotionnelle du neuvième album du groupe de rock britannique Muse, Will of the People, correspondant à la tournée des 29 ans de carrière du groupe. Vingt villes en Amérique du Nord sont annoncées en septembre une semaine après la sortie de l'album le 26 août 2022. Les 10 dates de la tournée des stades en Europe sont annoncées le 11 septembre 2022 en même temps que le rajoute de dates au Canada.

## Annonces
Les noms des premières villes qui accueilleront la tournée en 2023 sont annoncées en même temps que la sortie de l'album le 26 août 2022 et auront lieu à Milton Keynes, Plymouth, Glasgow et Huddersfield, au Royaume-Uni. La tournée nord-américaine est annoncée début septembre 2022 et comportera 30 dates dont quatre au Mexique, cinq au Canada et 21 aux États-Unis dans les arènes et stades de moins de 40 000 places. La tournée européenne des stades est annoncée le 14 septembre 2022 et comportera 11 dates inédites (en plus des 4 dates britanniques) dont une à Cologne (RheinEnergieStation), Paris (Stade de France), Lyon (Parc Olympique lyonnais), Matmut Atlantique (Bordeaux), Stade Vélodrome (Marseille), Rome (Stade olympique de Rome) et Milan (San Siro). 4 nouvelles dates dans les arenas sont annoncées en Juin 2023 pour la rentrée à Dublin, Manchester et Londres. Il passeront notamment 2 fois à l'O2 Arena.
Quelques dates intimistes aux États-Unis, France, Italie et aux Pays-Bas ont eu lieu en octobre 2022 dont une date à la Salle Pleyel de Paris le 25 octobre et au Wilthern de Los Angeles début octobre pour lancer cette tournée intimiste. Le groupe se produira pour la septième fois de son histoire au Stade de France (Saint-Denis, île-de-France) après 2010 (x2), 2013 (x2) et 2019 (x2). Il est le stade le plus visité par le groupe depuis 2019. 
Elle est la première tournée du groupe accompagné par Dan Lancaster, remplaçant de Morghan Nichols (présent sur les tournées depuis 2007 et le HAARP Tour). Il assurera les parties de Guitare, Piano, Choeurs et claviers lorsque Matt ne peut pas assurer la totalité des instruments lors des concerts.

## Liste de chansons
La liste suivante a été utilisée pour la tournée intimiste en octobre 2022[réf. nécessaire]. Elle ne représente pas l'entièreté de la tournée mondiale.
1. Will of the People
2. Assassin
3. Won't Stand Down
4. New Born
5. We Are Fucking Fucked
6. Plug in Baby
7. The Gallery
8. Compliance
9. Stockholm Syndrome ou Map of the Problematique
10. Liberation (à partir de Berlin)
11. Minimum
12. You Make Me Feel Like It's Halloween
13. Supermassive Black Hole
14. Starlight (avec l'intro de Prelude)
15. Kill or Be Killed
16. Knights of Cydonia (avec l'intro de Man With a Harmonica)

La liste suivante est utilisée pour la tournée en Amérique du Nord en février, mars et avril 2023. Elle ne représente pas l'entièreté de la tournée mondiale. 
1. Will of the People
2. Interlude + Hysteria
3. Drill Sargeant + Psycho
4. Bliss / Map of the Problematique / Assassin / Citizen Erased
5. Won't stand Down
6. Kill or be Killed (Felsmann + Tiley Reinterpretation)
7. Compliance
8. Thought Contagion
9. Verona
10. Interstitial 'Parkour (intro)
11. Time is Running Out
12. The 2nd Law: Unsustainable (intro)
13. Resistance
14. You Make Me Feel Like it's Halloween
15. Madness
16. We are Fucking Fucked
17. The Dark Side (alternate reality version) (instrumental)
18. Supermassive Black Hole
19. Interstitial 'Driving (intro)
20. Plus in Baby
21. Behold the Glove
22. Uprising
23. Prelude + Starlight
24. Simulation Theory thème (intro)
25. Kill or be Killed
26. Man With A Harmonica + Knights of Cydonia

La liste suivante est utilisée pour la tournée des stades en Europe en mai, juin et juillet 2023. Elle ne représente pas l'entièreté de la tournée mondiale.
1. Will of the People
2. Interlude + Hysteria
3. Drill Sargeant + Psycho
4. Bliss / Map of the Problematique / Stockholm Syndrome
5. Resistance
6. Won't stand Down
7. Kill or be Killed (Tiley + Felsmann reinterpretation)
8. Compliance
9. Thought Contagion
10. Verona
11. Interstitial Parkour' (intro)
12. Time is Running Out
13. The 2nd Law: Unsustainable (intro)
14. Undisclosed Desires
15. You make me feel like it's Halloween
16. Madness
17. We are Fucking Fucked
18. The Dark Side (Alternate Reality Version) (instrumental)
19. Supermassive Black Hole
20. Plug in Baby
21. Behold the Glove
22. Uprising
23. Prelude + Starlight
24. Simulation Theory Thème (intro)
25. Kill or be Killed
26. Man With A Harmonica + Knights of Cydonia

## Membres présents
- Matt Bellamy — chant, guitare, piano
- Dominic Howard — batterie, percussions
- Christopher Wolstenholme — basse, chant, chœurs
- Dan Lancaster — mixage audio, guitare, piano, claviers, chœurs (membre de tournée)

## Dates
| Date(s)                                                   | Villes                                                    | Pays                                                      | Lieux                                                     | Affluence |
| 1ère partie : concerts de charité et tournée préparatoire | 1ère partie : concerts de charité et tournée préparatoire | 1ère partie : concerts de charité et tournée préparatoire | 1ère partie : concerts de charité et tournée préparatoire |           |
| --------------------------------------------------------- | --------------------------------------------------------- | --------------------------------------------------------- | --------------------------------------------------------- | --------- |
| 7 avril 2022                                              | Exeter                                                    | Royaume-Uni                                               | Exeter Cavern Club                                        | 150       |
| 9 mai 2022                                                | Londres                                                   | Royaume-Uni                                               | Eventim Apollo                                            | 10,071    |
| 10 mai 2022                                               | Londres                                                   | Royaume-Uni                                               | Eventim Apollo                                            | 10,071    |
| 2e partie : festival d'été en Europe                      |                                                           |                                                           |                                                           |           |
| 4 juin 2022                                               | Nurburg                                                   | Allemagne                                                 | Rock am Ring                                              |           |
| 5 juin 2022                                               | Nuremberg                                                 | Allemagne                                                 | Rock am Park                                              |           |
| 9 juin 2022                                               | Nickelsdorf                                               | Autriche                                                  | Panniona Field II                                         |           |
| 11 juin 2022                                              | Berlin                                                    | Allemagne                                                 | Tempelhof Sounds                                          |           |
| 17 juin 2022                                              | Florence                                                  | Italie                                                    | Visarmo Arena                                             |           |
| 18 juin 2022                                              | Lisbonne                                                  | Portugal                                                  | Bela Vista Parl                                           |           |
| 19 juin 2022                                              | Newport                                                   | Royaume-Uni                                               | Seaclose Park                                             |           |
| 21 juin 2022                                              | Sopron                                                    | Hongrie                                                   | Lover Camping                                             |           |
| 23 juin 2022                                              | Odense                                                    | Danemark                                                  | Tusindaesskoven                                           |           |
| 26 juin 2022                                              | Calvia                                                    | Espagne                                                   | Antigo Aquapark                                           |           |
| 29 juin 2022                                              | Athènes                                                   | Grèce                                                     | Olympic Sports Complex                                    |           |
| 2 juillet 2022                                            | St. Gallen                                                | Suisse                                                    | FestivalGeland                                            |           |
| 3 juillet 2022                                            | Belfort                                                   | France                                                    | Eurockéennes de Belfort                                   |           |
| 6 juillet 2022                                            | Hérouville-Saint-Clair                                    | France                                                    | Beaurenard                                                |           |
| 8 juillet 2022                                            | Madrid                                                    | Espagne                                                   | Espacio Mad Cool                                          |           |
| 10 juillet 2022                                           | Céret                                                     | France                                                    | Château d'Aubiry                                          |           |
| 8 septembre 2022                                          | Vigo                                                      | Espagne                                                   | Balaidos                                                  |           |
| 10 septembre 2022                                         | Malaga                                                    | Espagne                                                   | Recinto Festival                                          |           |
| 13 septembre 2022                                         | Cologne                                                   | Allemagne                                                 | Media Park                                                |           |
| 3e partie : concerts privés                               |                                                           |                                                           |                                                           |           |
| 4 octobre 2022                                            | Los Angeles                                               | États-Unis                                                | Wilthern Theatre                                          |           |
| 8 octobre 2022                                            | Clermont                                                  | États-Unis                                                | James B. Beam Distillery                                  |           |
| 9 octobre 2022                                            | Sacramento                                                | États-Unis                                                | Discovery Park                                            |           |
| 11 octobre 2022                                           | Chicago                                                   | États-Unis                                                | Riviera Theatre                                           |           |
| 14 octobre 2022                                           | Toronto                                                   | Canada                                                    | History                                                   |           |
| 16 octobre 2022                                           | New York                                                  | États-Unis                                                | Beacon Theatre                                            |           |
| 23 octobre 2022                                           | Amsterdam                                                 | Pays-Bas                                                  | Royal Theater Carré                                       |           |
| 25 octobre 2022                                           | Paris                                                     | France                                                    | Salle Pleyel                                              |           |
| 26 octobre 2022                                           | Milan                                                     | Italie                                                    | Alcatraz                                                  |           |
| 28 octobre 2022                                           | Berlin                                                    | Allemagne                                                 | Admiralspalast                                            |           |
| 3 décembre 2022                                           | Fort Lauderdale                                           | États-Unis                                                | Fort Lauderdale Beach                                     |           |
| 4e partie : Amérique du Nord et Mexique                   |                                                           |                                                           |                                                           |           |
| 14 janvier 2023                                           | Inglewood                                                 | États-Unis                                                | The Forum                                                 |           |
| 18 janvier 2023                                           | Monterrey                                                 | Mexique                                                   | Estadio Banorte                                           |           |
| 20 janvier 2023                                           | Guadalajara                                               | Mexique                                                   | Arena VFG                                                 |           |
| 22 janvier 2023                                           | Mexico                                                    | Mexique                                                   | Foro Sol                                                  |           |
| 23 janvier 2023                                           | Mexico                                                    | Mexique                                                   | Foro Sol                                                  |           |
| 25 février 2023                                           | Chicago                                                   | États-Unis                                                | United Center                                             |           |
| 26 février 2023                                           | Minneapolis                                               | États-Unis                                                | Target Center                                             |           |
| 28 février 2023                                           | Austin                                                    | États-Unis                                                | Moody Center                                              |           |
| 2 mars 2023                                               | Houston                                                   | États-Unis                                                | Toyota Center                                             |           |
| 3 mars 2023                                               | Fort Worth                                                | États-Unis                                                | Dickies Arena                                             |           |
| 5 mars 2023                                               | St. Louis                                                 | États-Unis                                                | Chaifetz Arena                                            |           |
| 7 mars 2023                                               | Columbus                                                  | États-Unis                                                | Nationwide Arena                                          |           |
| 9 mars 2023                                               | Toronto                                                   | Canada                                                    | Scotiabank Arena                                          |           |
| 11 mars 2023                                              | Québec                                                    | Canada                                                    | Centre Vidéotron                                          |           |
| 12 mars 2023                                              | Québec                                                    | Canada                                                    | Centre Vidéotron                                          |           |
| 14 mars 2023                                              | Montréal                                                  | Canada                                                    | Centre Bell                                               |           |
| 15 mars 2023                                              | Montréal                                                  | Canada                                                    | Centre Bell                                               |           |
| 17 mars 2023                                              | New York                                                  | États-Unis                                                | Madison Square Garden                                     |           |
| 19 mars 2023                                              | Philadelphie                                              | États-Unis                                                | Wells Fargo Center                                        |           |
| 2 avril 2023                                              | Glendale                                                  | États-Unis                                                | Desert Diamond Arena                                      |           |
| 4 avril 2023                                              | Denver                                                    | États-Unis                                                | Ball Arena                                                |           |
| 6 avril 2023                                              | Los Angeles                                               | États-Unis                                                | Crypto.Com Arena                                          |           |
| 8 avril 2023                                              | Las Vegas                                                 | États-Unis                                                | T-Mobile Arena                                            |           |
| 10 avril 2023                                             | San Diego                                                 | États-Unis                                                | Pechanga Arena                                            |           |
| 12 avril 2023                                             | Anaheim                                                   | États-Unis                                                | Honda Center                                              |           |
| 14 avril 2023                                             | Oakland                                                   | États-Unis                                                | Oakland Arena                                             |           |
| 16 avril 2023                                             | Portland                                                  | États-Unis                                                | Moda Center                                               |           |
| 18 avril 2023                                             | Seattle                                                   | États-Unis                                                | Climate Pledge Arena                                      |           |
| 20 avril 2023                                             | Salt Lake City                                            | États-Unis                                                | Delta Center                                              |           |
| 6 mai 2023                                                | Atlanta                                                   | États-Unis                                                | Central Park                                              |           |
| 5e partie : Europe                                        |                                                           |                                                           |                                                           |           |
| 27 mai 2023                                               | Plymouth                                                  | Royaume-Uni                                               | Home Park                                                 |           |
| 1er juin 2023                                             | Aarhus                                                    | Danemark                                                  | Northside Festival                                        |           |
| 3 juin 2023                                               | Wiener Neustadt                                           | Autriche                                                  | Stadion Wiener Neustadt                                   |           |
| 7 juin 2023                                               | La Haye                                                   | Pays-Bas                                                  | Malieveld                                                 |           |
| 9 juin 2023                                               | Cologne                                                   | Allemagne                                                 | RheinEnergieStadion                                       |           |
| 11 juin 2023                                              | Hradec Kralove                                            | République tchèque                                        | Hradec Kralove Airport                                    |           |
| 15 juin 2023                                              | Lyon                                                      | France                                                    | Groupama Stadium                                          |           |
| 17 juin 2023                                              | Scheebel                                                  | Allemagne                                                 | Hurricane Festival                                        |           |
| 18 juin 2023                                              | Neuhaussen ob Eck                                         | Allemagne                                                 | Southside Festival                                        |           |
| 20 juin 2023                                              | Huddersfield                                              | Royaume-Uni                                               | John Smith's Stadium                                      |           |
| 23 juin 2023                                              | Glasgow                                                   | Écosse                                                    | Bellahouston Park                                         |           |
| 25 juin 2023                                              | Milton Keynes                                             | Royaume-Uni                                               | National Bowl                                             |           |
| 29 juin 2023                                              | Bordeaux                                                  | France                                                    | Matmut Atlantique                                         |           |
| 1er juillet 2023                                          | Werchter                                                  | Belgique                                                  | Werchter Festival                                         |           |
| 4 juillet 2023                                            | Santander                                                 | Espagne                                                   | Estadio de el Sardinero                                   |           |
| 6 juillet 2023                                            | Nancy                                                     | France                                                    | Nancy OpenAir Festival                                    |           |
| 8 juillet 2023                                            | Paris                                                     | France                                                    | Stade de France                                           |           |
| 12 juillet 2023                                           | Berne                                                     | Suisse                                                    | Bernexpo Areal OpenAir                                    |           |
| 15 juillet 2023                                           | Marseille                                                 | France                                                    | Orange Vélodrome                                          |           |
| 18 juillet 2023                                           | Rome                                                      | Italie                                                    | Stade Olimpico                                            |           |
| 22 juillet 2023                                           | Milan                                                     | Italie                                                    | San Siro                                                  |           |
| 6e partie : Asie                                          |                                                           |                                                           |                                                           |           |
| 29 juillet 2023                                           | Kuala Lumpur                                              | Malaisie                                                  | National Stadium Burkit Jalil                             |           |
| 7e partie : Europe                                        |                                                           |                                                           |                                                           |           |
| 27 septembre 2023                                         | Dublin                                                    | Irlande                                                   | 3Arena                                                    |           |
| 29 septembre 2023                                         | Manchester                                                | Royaume-Uni                                               | AO Arena                                                  |           |
| 1er octobre 2023                                          | Londres                                                   | Royaume-Uni                                               | The O2 Arena                                              |           |
| 2 octobre 2023                                            | Londres                                                   | Royaume-Uni                                               | The O2 Arena                                              |           |
| 8e partie : Mexique                                       |                                                           |                                                           |                                                           |           |
| 4 novembre 2023                                           | Mexico                                                    | Mexique                                                   | Hell & Heaven Festival                                    |           |
| 89 dates                                                  | Total                                                     | Total                                                     | Total                                                     |           |